# Glanz an der Weinstraße
Glanz an der Weinstraße è una frazione di 1 396 abitanti del comune austriaco di Leutschach an der Weinstraße, nel distretto di Leibnitz (Stiria). Già comune autonomo, il 1º gennaio 2015 è stato fuso con gli altri comuni soppressi di Eichberg-Trautenburg, Leutschach e Schloßberg per costituire il nuovo comune mercato (Marktgemeinde).